# Orgolii (film)
Orgolii este un film românesc din 1982 regizat de Manole Marcus. Rolurile principale au fost interpretate de actorii Victor Rebengiuc, Cristina Deleanu, Silviu Stănculescu, Mircea Albulescu și Mirela Gorea.
Scenariul este scris de Augustin Buzura, fiind inspirat din romanul său omonim publicat în 1977.

## Distribuție
- Victor Rebengiuc — acad.prof.dr. Ion Cristian[1]
- Cristina Deleanu — dr. Vera Panaitescu, colegă de clinică și iubită a prof. Cristian
- Silviu Stănculescu — Constantin Redman, fost procuror, fost prieten al prof. Cristian
- Mircea Albulescu — Anania, laborantul prof. Cristian
- Mirela Gorea-Chelaru — Stela, soția prof. Cristian
- Traian Stănescu — prof.dr. Codreanu, șef de clinică
- Adina Pop — Elvira Șoimescu, cumnata prof. Cristian
- Constantin Bărbulescu — acad.prof.dr. Coja-Dornești, decanul facultății
- Ion Roxin — dr. Dumitrescu, colegul de clinică al prof. Cristian
- George Constantin — prof. Boțan, profesor universitar de igienă, mare consumator de alcool
- Nicolae Praida — turnătorul „Canaris”, infirmier la clinica prof. Cristian
- Florin Vasilescu — Andrei, fiul prof. Cristian
- George Buznea — ofițerul de securitate Varlaam, anchetatorul prof. Cristian
- Constantin Dinulescu — prof. Olimpiu Vasiliu, profesor universitar de medicină internă
- Gheorghe Șimonca — dr. Spielmann, coleg de clinică al prof. Cristian
- Liana Ceterchi — studenta Irina Bălțatu, colegă de facultate a lui Andrei
- Jana Gorea — Eugenia, menajera fam. Cristian
- Matei Alexandru — prof. Crețu, prodecanul facultății
- Mircea Anghelescu — prof. Ottescu, profesor universitar de farmacognozie, elevul profesorului von Brannowitz
- Maria Rotaru — reportera TV
- Eusebiu Ștefănescu — medic, coleg de clinică al prof. Cristian
- Eugen Popescu — dr. Prodan, colegul de clinică al prof. Cristian
- George Paul Avram	— dr. Nicula, coleg de clinică al prof. Cristian
- Niculae Urs (menționat Nicolae Urs)
- Tudorel Filimon — țăran
- Nicolae Dide
- Dumitru Crăciun — milițian din penitenciar
- Iulian Necșulescu — profesor universitar

## Primire
Filmul a fost vizionat de 1.319.049 de spectatori în cinematografele din România, după cum atestă o situație a numărului de spectatori înregistrat de filmele românești de la data premierei și până la data de 31 decembrie 2014 alcătuită de Centrul Național al Cinematografiei.